# Sven Åsberg (fotograf)
Sven Folke Åsberg, född 20 oktober 1932 i Alsens församling i Jämtlands län, död 15 september 2022 i Stockholm, var en svensk fotograf. I sitt arbete som fotograf vid Dagens Nyheter och Svenska Dagbladet besökte han ett hundratal länder. Han arbetade även med filmproduktioner, bland annat en TV-dokumentär om Stieg Trenter.
Han var 1960–1972 gift med koreografen och dansaren Margaretha Åsberg (född 1939).

## Filmografi i urval

### Som fotograf
- 1987 – Stieg Trenter - Ett porträtt (TV)[5]
- 1989 – Den blå jaguaren
- 1996 – Hela mitt liv har varit konst

### Som producent
- 1989 – Den blå jaguaren